# 久野真
久野 真（くの しん、1921年 - 1998年8月22日）は、日本の美術家。

## 来歴
愛知県名古屋市生まれ。東京高等師範学校（後の東京教育大学、現筑波大学）芸能科卒。
名古屋市立工芸高等学校の美術教諭を経て、1964年、文部省海外派遣制度により一年間の渡米。 1950年代後半から試行していた石膏や鉄、鉛、布などの素材を直接用いた絵画表現から、その後、鋼鉄などの金属を素材として、直線や曲線を組み合わせた幾何学的なフォルムの組合せによるレリーフ状の抽象作品を独自のスタイルとして確立し、一貫してそのスタイルによる作品を作り続けた。
1998年、前立腺癌のため死去。

## 主な展覧会
- イタリア・プレミオ・リリーネ国際美術展（1956年）
- 国立近代美術館主催「現代美術の実験」展（1961年）
- カーネギー財団主催ピッツバーグ国際美術展（1961年）
- 東京画廊個展（1961年）
- 朝日選抜習作展（1962年）
- ロンドン・マクバート・アンドタナード画廊個展（1963年）
- アメリカ美術連盟主催「現代日本彫刻」展（1963年）
- ロンドン・マクバート・アンドタナード画廊個展（1963年）
- 東京画廊個展（1963年）
- カーネギー財団主催「ピッツバーグ国際美術展」 （1964年）
- ワシントン・コーコラン美術館「現代日本美術展」（1964年）
- サンフランシスコ美術館「新しい日本の絵画彫刻展」（1965年）
- ニューヨーク国立近代美術館 「日本現代美術展」 （1965年）
- ロサンゼルス、サンフランシスコ市立美術館「日本作家によるドローイング展」（1969年）
- シドニー、ビリアーズ画廊個展（1973年）
- シドニー、『日本現代美術展』Ｎ.Ｓ.Ｗ.州立美術館 （1973年）
- メルボルン、リアリティ画廊個展（1973年）
- 名古屋、桜画廊個展（（1983年）
- 東京画廊個展（小さなメタルワークによる）（1983年）
- 「瞑想と戯れの抽象絵画展」奈良県立美術館（1986年）
- 「日本現代美術展」台北市立美術館　（1986年）
- 「12作家の12月展」東京画廊（1986年）
- 東京画廊個展（1994年）
- 愛知県美術館久野真・庄司達展（1998年）
- 刈谷市美術館主催久野真展（2019年）

## 著書
詩画集『柄』1966年　彌生書房（詩人・黒部節子との共著）